# Maija Waris
Maija Waris, född 15 augusti 1983, har varit programledare för Bolibompa på SVT.
Hon jobbade som programledare för Sveriges Radios program Popula.
Våren 2016 visades hennes TV-serie Finnomani på SVT.